# Hamburg Open 2024 - Qualificazioni singolare maschile
Le qualificazioni del singolare dell'Hamburg Open 2024 sono state un torneo di tennis preliminare per accedere alla fase finale. I vincitori dell'ultimo turno sono entrati di diritto nel tabellone principale. In caso di ritiro di uno o più giocatori aventi diritto, a questi sono subentrati i lucky loser, ossia i giocatori che hanno perso nell'ultimo turno ma che avevano una classifica più alta rispetto agli altri partecipanti che avevano comunque perso nel turno finale.

## Teste di serie
1. Jesper de Jong (qualificato)
2. Francisco Comesaña (ultimo turno, lucky loser)
3. Michail Kukuškin (primo turno)
4. Felipe Meligeni Alves (qualificato)

1. Marco Trungelliti (qualificato)
2. Tseng Chun-hsin (primo turno)
3. Ugo Blanchet (qualificato)
4. Nick Hardt (ultimo turno, lucky loser)

## Qualificati
1. Jesper de Jong
2. Ugo Blanchet

1. Marco Trungelliti
2. Felipe Meligeni Alves

### Lucky loser
1. Francisco Comesaña

1. Nick Hardt

## Tabellone

### Legenda
| - Q = Qualificato - WC = Wild card - LL = Lucky loser | - ALT = Alternate - SE = Special Exempt - PR = Protected Ranking | - w/o = Walkover - r = Ritirato - d = Squalificato |

### Sezione 1
|  | Primo turno | Primo turno      | Primo turno      | Primo turno | Primo turno |  |  | Ultimo turno | Ultimo turno   | Ultimo turno   | Ultimo turno | Ultimo turno |  |
|  |             |                  |                  |             |             |  |  |              |                |                |              |              |  |
|  | 1           | Jesper de Jong   | Jesper de Jong   | 7           | 6           |  |  |              |                |                |              |              |  |
|  | WC          | Max Hans Rehberg | Max Hans Rehberg | 65          | 1           |  |  | 1            | Jesper de Jong | Jesper de Jong | 6            | 6            |  |
|  | WC          | Marvin Möller    | Marvin Möller    | 2           | 4           |  |  | 8            | Nick Hardt     | Nick Hardt     | 3            | 4            |  |
|  | 8           | Nick Hardt       | Nick Hardt       | 6           | 6           |  |  |              |                |                |              |              |  |

### Sezione 2
|  | Primo turno | Primo turno        | Primo turno        | Primo turno | Primo turno |  |  | Ultimo turno | Ultimo turno       | Ultimo turno       | Ultimo turno | Ultimo turno |  |
|  |             |                    |                    |             |             |  |  |              |                    |                    |              |              |  |
|  | 2           | Francisco Comesaña | Francisco Comesaña | 6           | 7           |  |  |              |                    |                    |              |              |  |
|  |             | Abedallah Shelbayh | Abedallah Shelbayh | 4           | 5           |  |  | 2            | Francisco Comesaña | Francisco Comesaña | 3            | 4            |  |
|  |             | Dalibor Svrčina    | Dalibor Svrčina    | 5           | 65          |  |  | 7            | Ugo Blanchet       | Ugo Blanchet       | 6            | 6            |  |
|  | 7           | Ugo Blanchet       | Ugo Blanchet       | 7           | 7           |  |  |              |                    |                    |              |              |  |

### Sezione 3
|  | Primo turno | Primo turno       | Primo turno      | Primo turno | Primo turno |  |  | Ultimo turno | Ultimo turno      | Ultimo turno      | Ultimo turno | Ultimo turno |  |
|  |             |                   |                  |             |             |  |  |              |                   |                   |              |              |  |
|  | 3           | Michail Kukuškin  | Michail Kukuškin | 5           | 3           |  |  |              |                   |                   |              |              |  |
|  |             | Aziz Dougaz       | Aziz Dougaz      | 7           | 6           |  |  |              | Aziz Dougaz       | Aziz Dougaz       | 3            | 2            |  |
|  | WC          | Marko Topo        | 7                | 3           | 0           |  |  | 7            | Marco Trungelliti | Marco Trungelliti | 6            | 6            |  |
|  | 7           | Marco Trungelliti | 5                | 6           | 6           |  |  |              |                   |                   |              |              |  |

### Sezione 4
|  | Primo turno | Primo turno           | Primo turno | Primo turno | Primo turno |  |  | Ultimo turno | Ultimo turno          | Ultimo turno          | Ultimo turno | Ultimo turno |  |
|  |             |                       |             |             |             |  |  |              |                       |                       |              |              |  |
|  | 4           | Felipe Meligeni Alves | 3           | 6           | 7           |  |  |              |                       |                       |              |              |  |
|  |             | Vitalij Sačko         | 6           | 2           | 64          |  |  | 4            | Felipe Meligeni Alves | Felipe Meligeni Alves | 6            | 6            |  |
|  | PR          | Filip Krajinović      | 6           | 2           | 6           |  |  | PR           | Filip Krajinović      | Filip Krajinović      | 3            | 4            |  |
|  | 6           | Tseng Chun-hsin       | 4           | 6           | 1           |  |  |              |                       |                       |              |              |  |